# Hierococcyx sparverioides
Il cuculo sparviero maggiore o cuculastore maggiore (Hierococcyx sparverioides Vigors, 1832) è un uccello della famiglia Cuculidae.

## Distribuzione e habitat
Questo uccello vive in Asia meridionale, da Cina e India fino al Vietnam; a Taiwan, in Indonesia e nelle Filippine. È di passo in Pakistan e Singapore.

## Tassonomia
Hierococcyx sparverioides non ha sottospecie, è monotipico.